# Brandnertal
La Brandnertal (vallée de Brand) est une vallée du Land autrichien du Vorarlberg, et désigne aussi un domaine skiable.

## Géographie
La vallée Brandertal se trouve entre Bludenz et le lac de Lün, situé au fond de la vallée à 1 970 mètres d’altitude au pied de la Schesaplana, la plus haute montagne du Rätikon culminant à 2 965 mètres. Elle est parcourue par la rivière Alvier qui coule dans les gorges de Bürs (Bürser Schlucht) dans son cours inférieur. Les localités de cette vallée sont Brand, Bürs et Bürserberg.

## Histoire

### Cercles de pierre sur le plateau de Tschengla
Les cercles de pierre découverts à Bürserberg sont probablement des lieux de culte de nos ancêtres. Les gens ont pu s'y ressourcer et des processus de guérison ont souvent été déclenchés dans de tels endroits.
L'orientation astronomique permet des comparaisons avec tous les sites européens célèbres et renvoie à un gigantesque calendrier néolithique (5000 à 1900 av. J.-C.). C’est un site de culte avec vue sur une divinité de pierre, tel qu'il a été enregistré pour la postérité par les historiens grecs et romains : la déesse Raetia.

## Tourisme
En hiver, la commune de Brand accueille environ 160 000 visiteurs et 105 000 en été.
Les activités du tourisme estival de la région sont surtout les randonnées, le VTT (parcours de freeride et de descente), le tennis, l'équitation, la pêche, le golf, le tir à l'arc, l'escalade (parc d'escalade Brandnertal, jardin d'escalade du lac de Lün), le trail et les excursions en Segway.
Le tourisme hivernal comprend le ski, le ski de fond, l'escalade de glace et les randonnées. Il y a des pistes de luge naturelle et des patinoires naturelles.

## Culture

### Musée d'histoire locale Paarhof Buacher
Dans les années 1991-1993, la ferme « Paarhof Buacher » a été déplacée du quartier Tschapina sur une propriété dans le centre du village. Une maison provenant de la culture walser, vieille de plus de 300 ans, donne un aperçu de l'ancien mode de vie et du travail des paysans de montagne.

### Walserensemble Brand
Sur la place de l'église, les architectes Bruno Spagolla et Wolfgang Ritsch ont mis en œuvre un ensemble d'architecture particulière de la culture walser.
L'église paroissiale Mariä Himmelfahrt, étendue par Leo Kaufmann, le presbytère classé, l'ancien bâtiment scolaire, une ancienne écurie walser et une ancienne maison walser se trouvent sur ce site. L'ancienne école a été adaptée pour des expositions et des séminaires. Sur la face avant, une scène a été créée sur laquelle l'orchestre en costume folklorique typique de Brand donne ses concerts.